# Statue de Neptune (Mortagne-au-Perche)
La statue de Neptune est située à Mortagne-au-Perche, département de l'Orne, en France. Elle est l'œuvre du sculpteur français Emmanuel Frémiet,,.

## Localisation
La statue est située à Mortagne-au-Perche, 22 place du Général-de-Gaulle, dans les jardins de l'Hôtel de Ville.

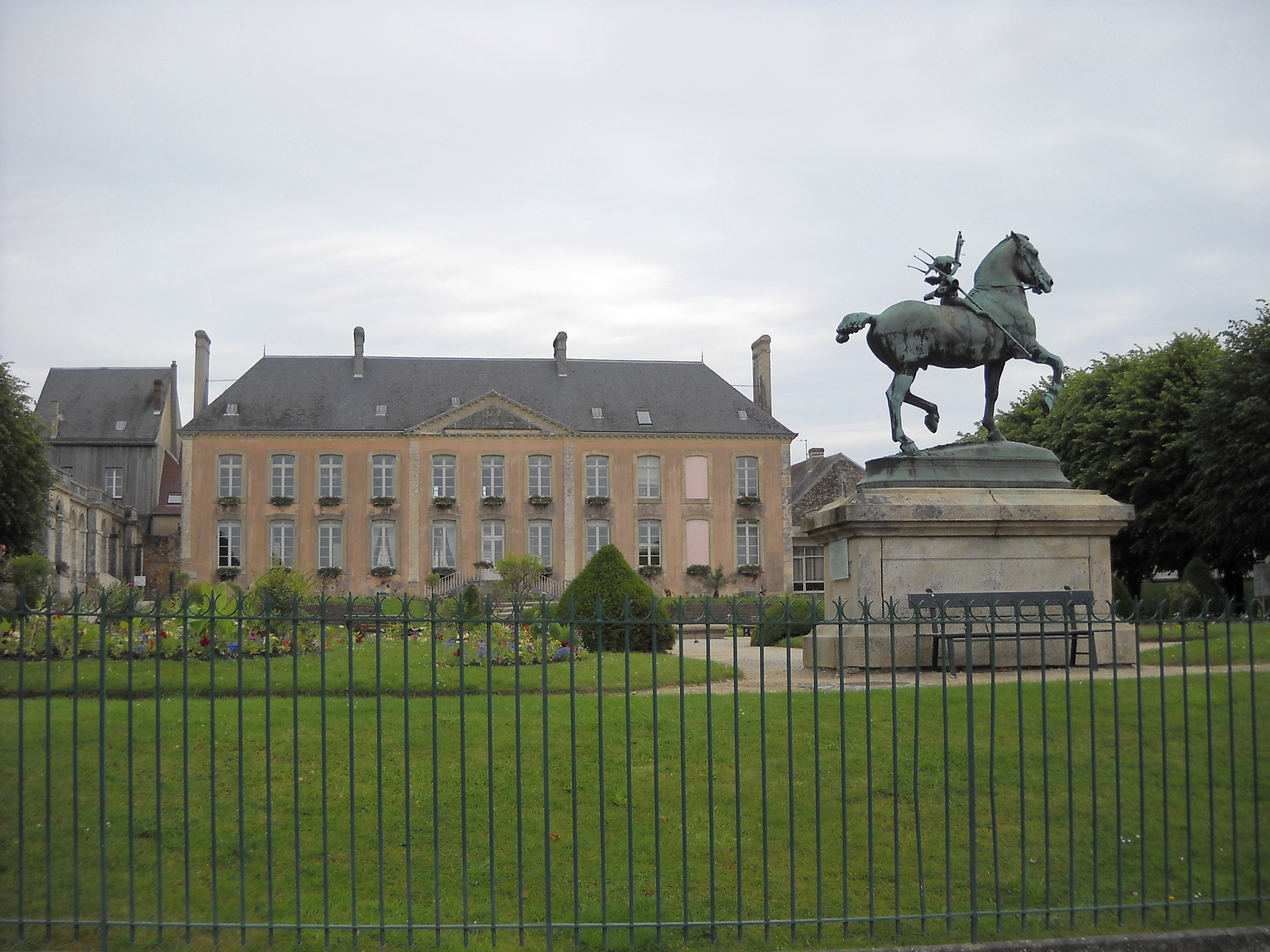
La statue dans son environnement.
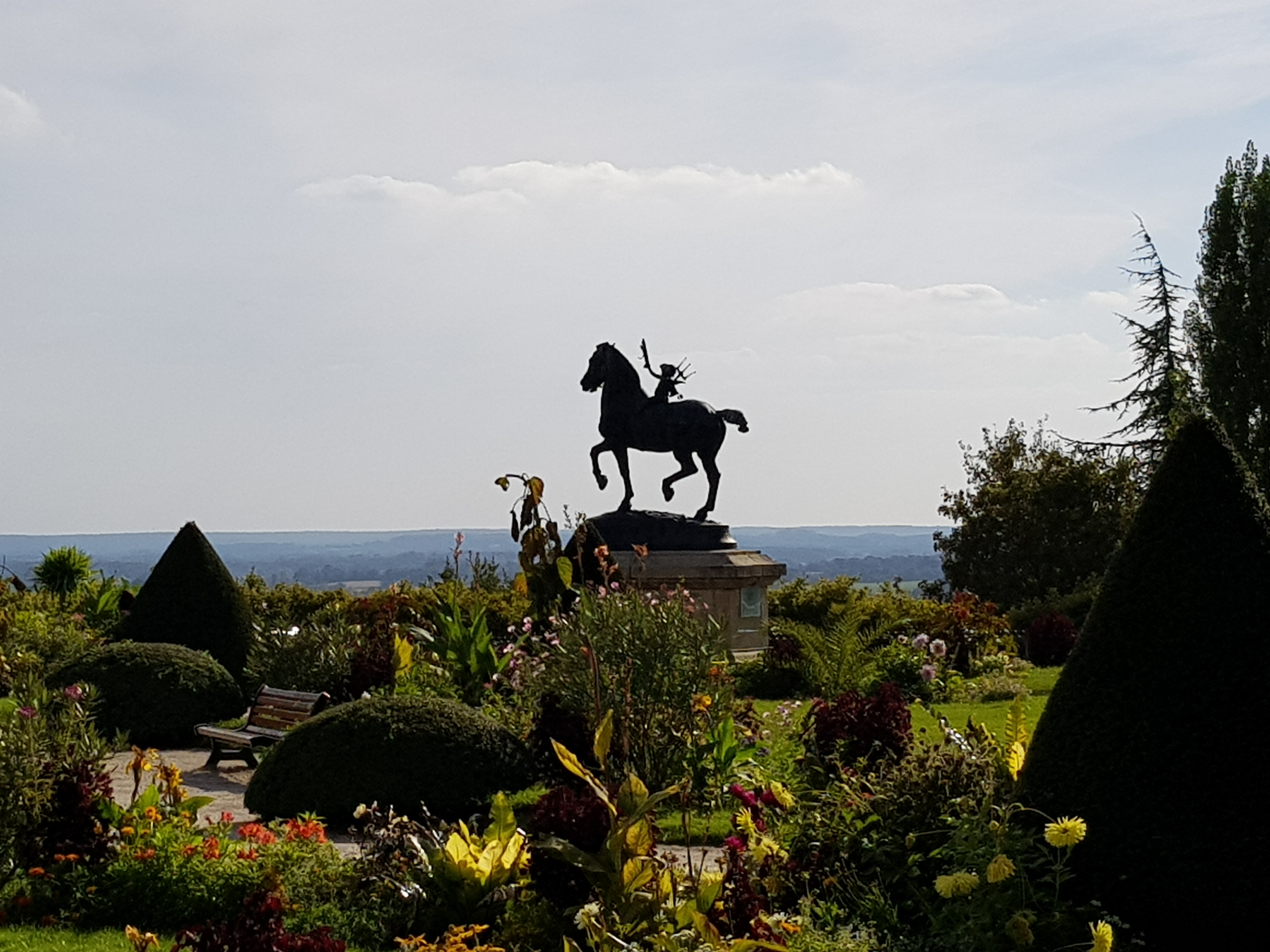
La statue dans son environnement.

## Histoire
L'artiste reçoit la commande en 1866 de la « Métamorphose de Neptune, transformé en cheval pour séduire Cérès ».
Le plâtre est exposé en 1868 et le bronze commandé en 1872.
L'œuvre d'Emmanuel Frémiet est installée sur l'hippodrome de Mortagne-au-Perche, puis est déplacée dans les jardins de l'hôtel de ville.
L'œuvre a échappé à la fonte sous le régime de Vichy.
Le monument et le socle font l'objet d'une inscription au titre des monuments historiques depuis le 30 octobre 2006, modifié par arrêté du 20 décembre 2006.

## Description
Le monument est une statue en bronze. Neptune, sous forme d'un puissant cheval est chevauché par Cupidon. Cupidon tient dans sa main droite, contre lui, le trident de Neptune. Sur la paume de sa main gauche dressée en l'air, il porte une statuette représentant Cérès. Cérès tient une faucille.

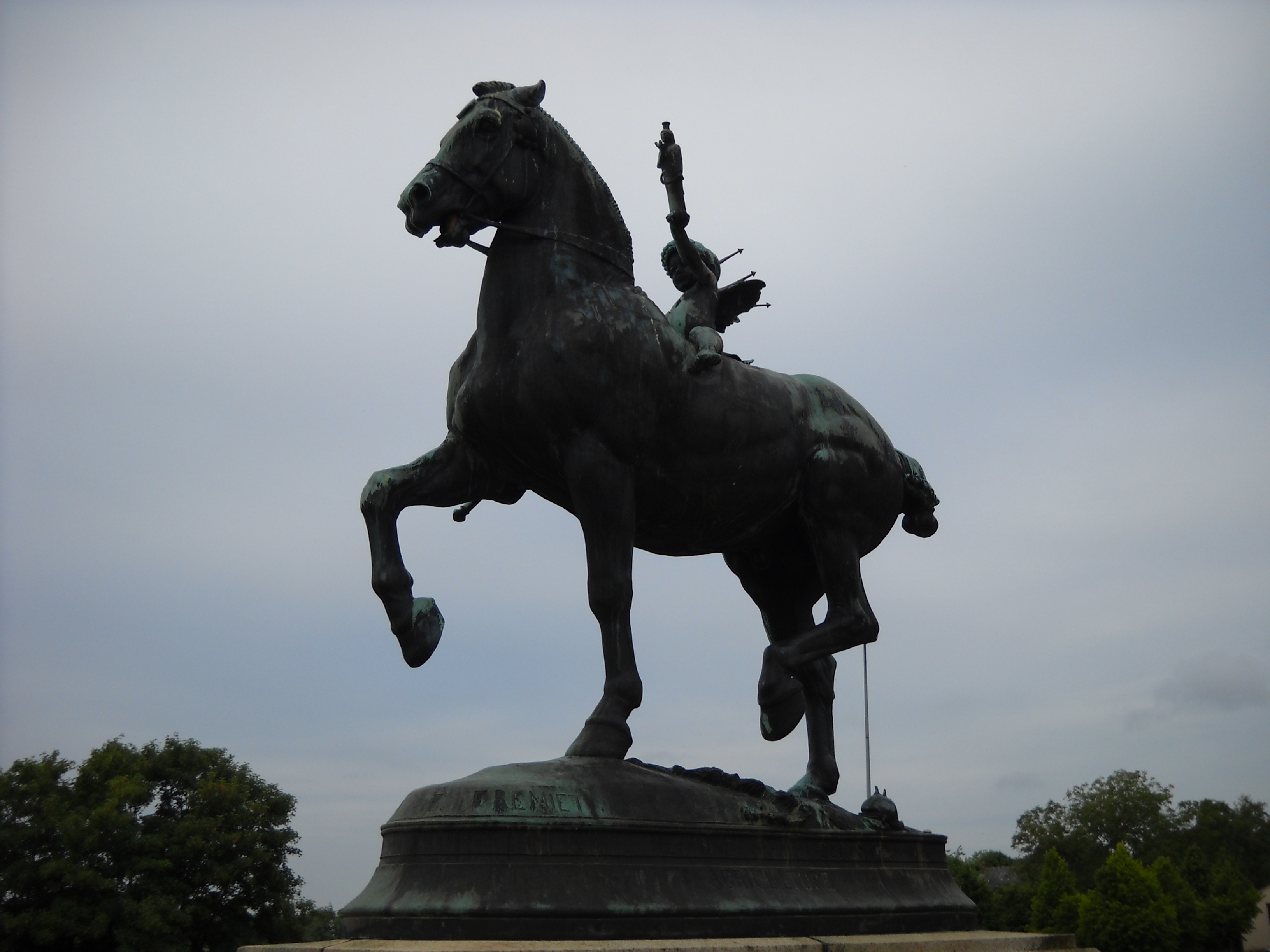
Vue générale.
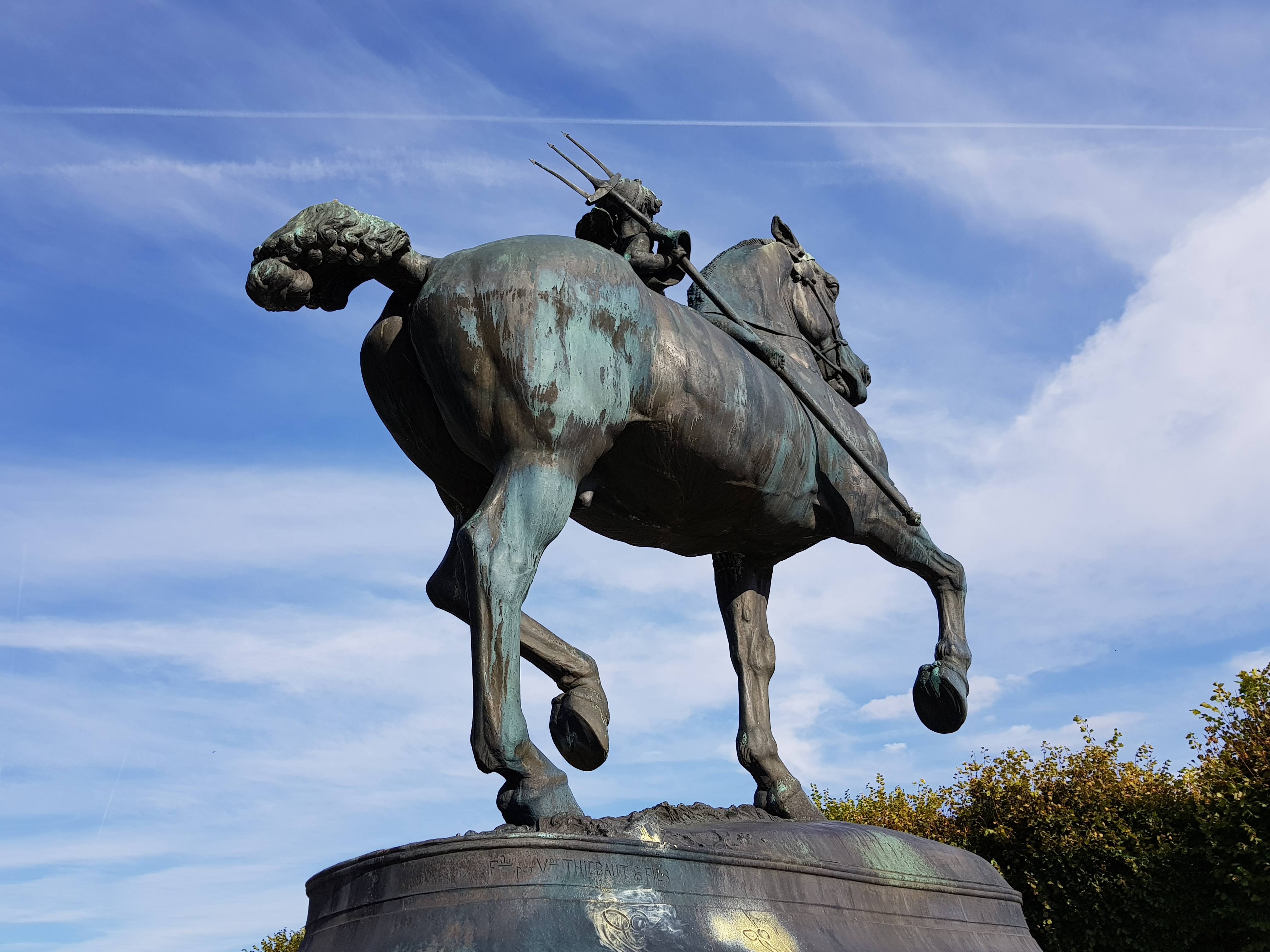
Vue arrière droite, en contre-plongée.
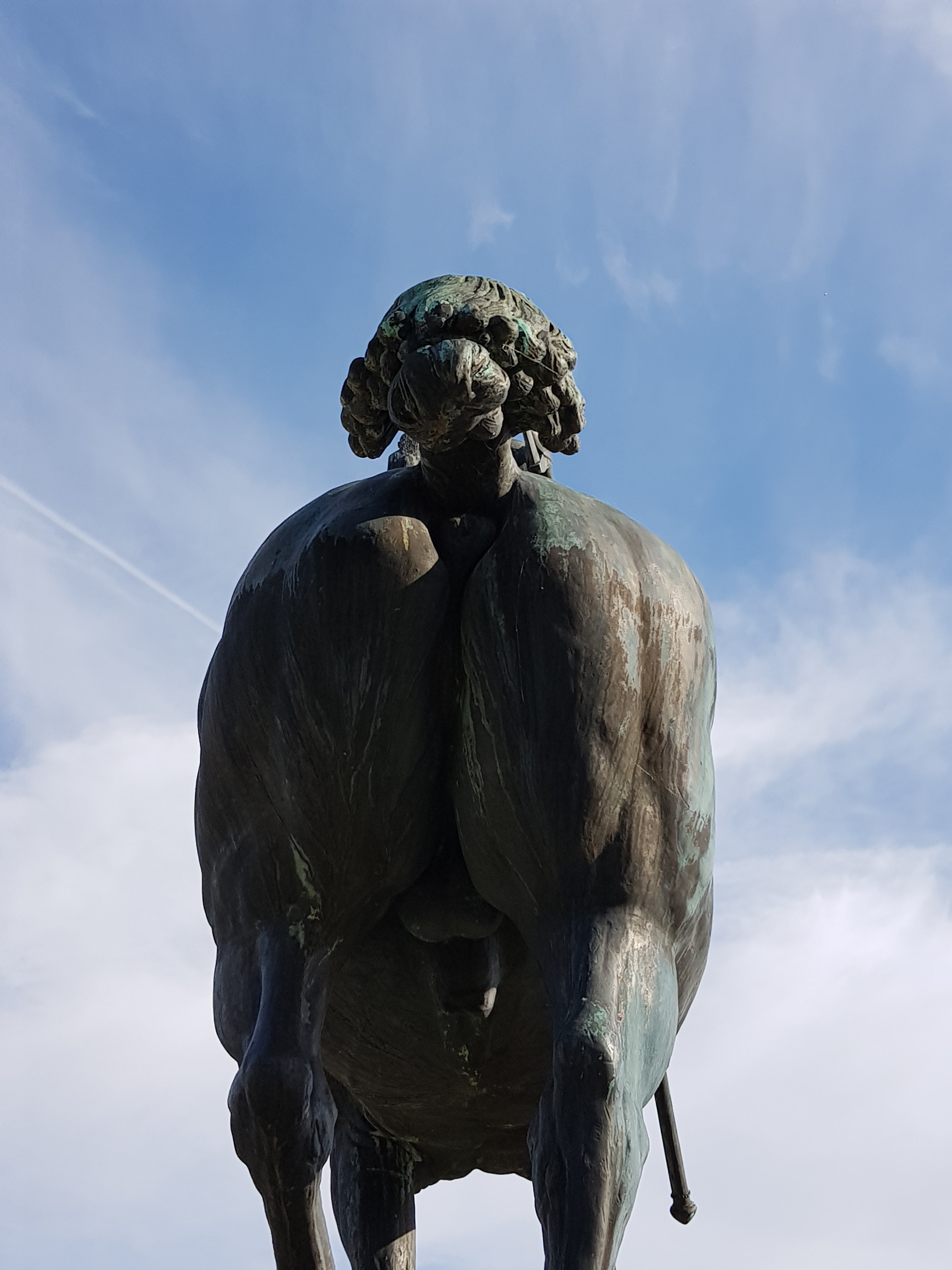
Vue arrière, en contre-plongée.
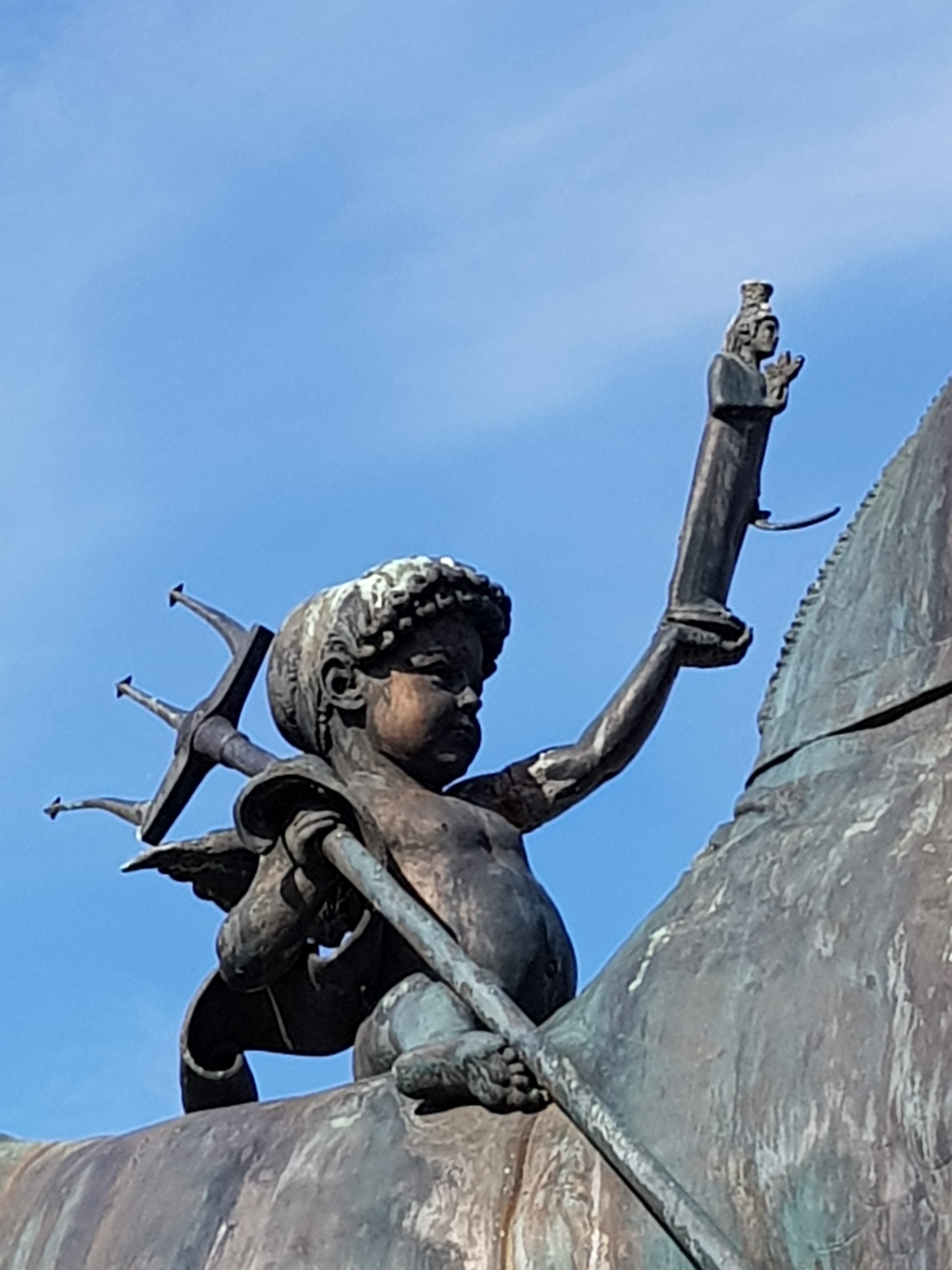
Agrandissement de Cupidon.
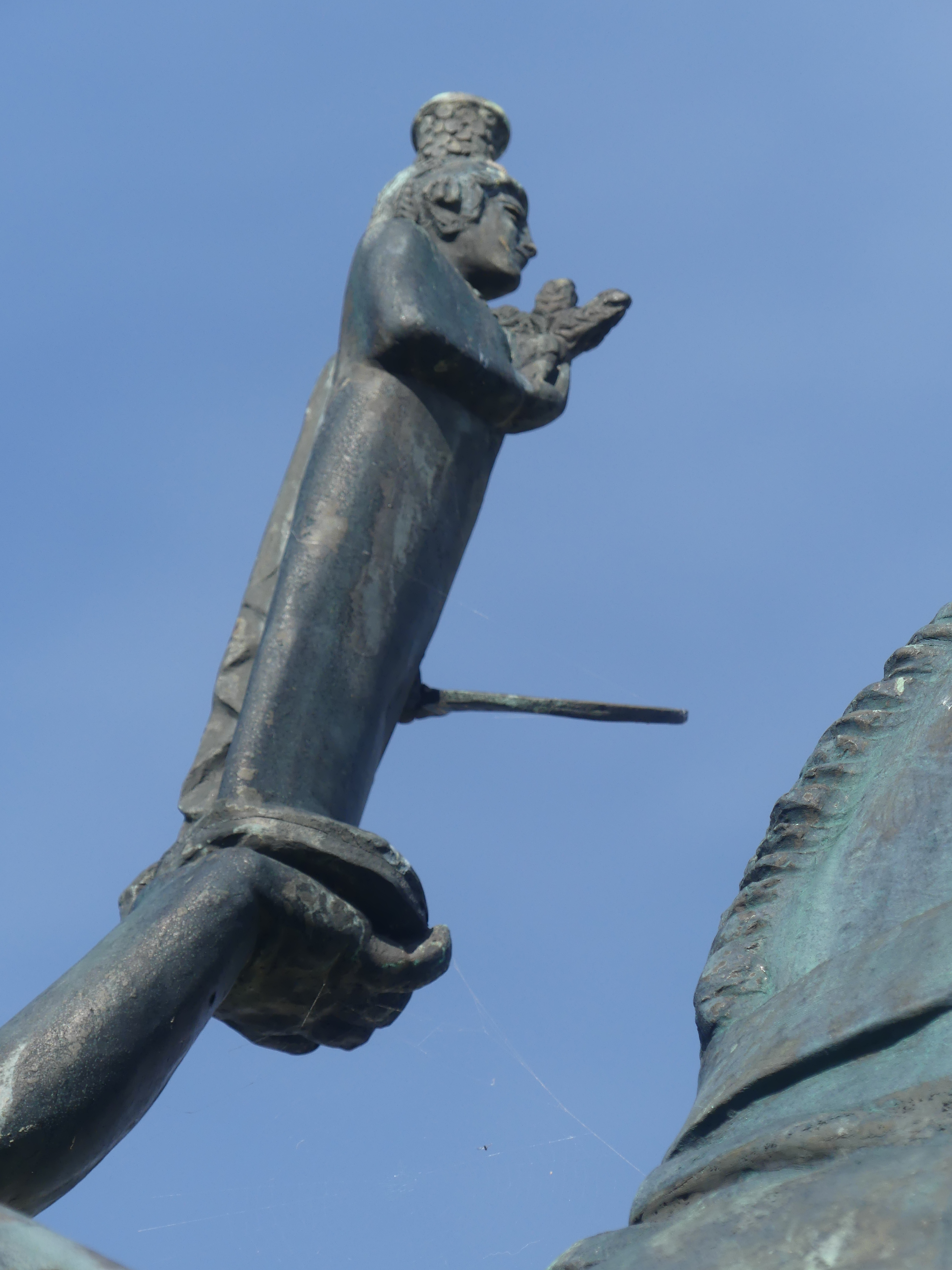
Agrandissement de Cérès.